# Acta Chemica Scandinavica
Acta Chemica Scandinavica (abbreviazione Acta Chem. Scand.) è stata una storica e rinomata rivista scientifica peer-reviewed nel campo della chimica. La rivista, fondata nel 1947, fu gestita congiuntamente durante i suoi 53 anni dall'inizio del 1947 fino alla fine del 1999 dalla società chimica danese, dalla società chimica finlandese, dalla società chimica norvegese e da quella svedese. Il giornale era in comproprietà dalle quattro società chimiche attraverso l'associazione Acta Chemica Scandinavica. La società svedese gestiva l'amministrazione dell'associazione editrice ed il segretariato era ubicato a Stoccolma.